# Money in the Bank 2014
Money in the Bank 2014 è stata la quinta edizione dell'omonimo evento in pay-per-view prodotto annualmente dalla WWE. L'evento si è svolto il 29 giugno 2014 al TD Garden di Boston (Massachusetts).

## Storyline
Nella puntata di Raw del 9 giugno il WWE World Heavyweight Champion Daniel Bryan è stato costretto a rendere vacante il titolo mondiale a causa di un grave infortunio al collo; in seguito Triple H e Stephanie McMahon hanno quindi annunciato che a Money in the Bank si sarebbe svolto un Ladder match con in palio il vacante WWE World Heavyweight Championship. I primi due partecipanti ad essere annunciati sono stati Alberto Del Rio (il quale aveva sconfitto Dolph Ziggler nella puntata di Raw del 2 giugno) e Randy Orton (che è invece stato direttamente scelto la sera stessa da Triple H e Stephanie). Successivamente si sono qualificati per il match lo United States Champion Sheamus e Cesaro, i quali hanno rispettivamente sconfitto l'Intercontinental Champion Bad News Barrett e Rob Van Dam. Il 13 giugno, a SmackDown, Bray Wyatt si è qualificato dopo aver sconfitto Dean Ambrose grazie all'interferenza di Seth Rollins ai danni di Ambrose. Il 16 giugno si sono qualificati gli ultimi due uomini: Roman Reigns (che ha vinto una Battle Royal eliminando per ultimo Rusev) e John Cena (il quale ha sconfitto Kane in uno Stretcher match grazie all'aiuto di Dean Ambrose, che ferma Randy Orton e Seth Rollins dopo che questi avevano attaccato il bostoniano). Nella puntata di Raw del 23 giugno, dopo l'Handicap match in programma, Kane ha attaccato Reigns, Del Rio e Cena. In seguito a quanto accaduto, Triple H ha annunciato l'entrata dello stesso Kane nel Ladder match per il WWE World Heavyweight Championship di Money in the Bank.
Durante la faida tra John Cena e Bray Wyatt, i WWE Tag Team Champions, gli Usos (Jey Uso e Jimmy Uso), si sono schierati dalla parte di Cena; il 1º giugno, a Payback, i due si sono schierati ancora una volta dalla parte di Cena, il quale ha sconfitto Wyatt in un Last Man Standing match culminando il feud. La notte seguente, a Raw, Erick Rowan e Luke Harper hanno sconfitto gli Usos in un match non titolato, guadagnando così l'opportunità di lottare per il WWE Tag Team Championship a Money in the Bank.
Nella puntata di Main Event del 17 giugno è stato annunciato che a Money in the Bank si sarebbe anche svolto un unico Money in the Bank Ladder match, che garantirà una futura opportunità titolata per il WWE World Heavyweight Championship; la sera stessa Seth Rollins ha dichiarato che avrebbe fatto parte del match. Nella puntata di Raw del 23 giugno Triple H ha aggiunto l'Intercontinental Champion Bad News Barrett, Dolph Ziggler, Rob Van Dam, Kofi Kingston e Jack Swagger all'omonimo match; più tardi, in serata, Rollins ha chiesto ed ottenuto da Triple H l'aggiunta di Dean Ambrose al Money in the Bank Ladder match poiché preoccupato delle minacce rivoltegli dallo stesso Ambrose. Il 27 giugno, a SmackDown, Barrett è stato rimosso dall'omonimo match di Money in the Bank a causa di un infortunio.
Il 1º giugno, a Payback, Cody Rhodes e Goldust sono stati sconfitti dai RybAxel (Ryback e Curtis Axel). Nella puntata di Raw del 16 giugno, Cody ha debuttato con la nuova gimmick di Stardust (molto simile a quella del fratello Goldust) per poi sconfiggere i RybAxel insieme allo stesso Goldust. Nella puntata di Main Event del 24 giugno i RybAxel hanno sfidato Goldust e Stardust ad un match per Money in the Bank; sfida che è stata poi accettata dai fratelli Rhodes.
Nella puntata di Main Event del 17 giugno, la Divas Champion Paige è stata sconfitta da Naomi in un match non titolato. In seguito è stato annunciato un match per il titolo femminile tra Paige e Naomi per Money in the Bank.
Dopo che Fandango ha rimpiazzato Summer Rae con Layla come sua compagna di danza, Summer ha attaccato la stessa Layla nella puntata di Raw del 19 maggio. Summer e Layla hanno continuato ad attaccarsi a vicenda durante i match di Fandango; in seguito è stato annunciato un match tra le due per Money in the Bank con Fandango nel ruolo di arbitro speciale.
A Payback, Rusev ha sconfitto Big E. In seguito ai continui attacchi tra i due, è stato annunciato un match tra Rusev e Big E anche per Money in the Bank.

## Risultati
| # | Incontri                                                                                              | Stipulazioni                                           | Durata |
| - | --- | ------------------------------------------------------ | ------ |
| 1 | Gli Usos (c) hanno sconfitto la Wyatt Family                                                          | Tag team match per il WWE Tag Team Championship        | 13:53  |
| 2 | Paige (c) ha sconfitto Naomi (con Cameron)                                                            | Single match per il WWE Divas Championship             | 07:02  |
| 3 | Adam Rose ha sconfitto Damien Sandow                                                                  | Single match                                           | 05:12  |
| 4 | Seth Rollins ha sconfitto Dean Ambrose, Dolph Ziggler, Jack Swagger, Kofi Kingston e Rob Van Dam      | Money in the bank ladder match                         | 23:10  |
| 5 | Goldust e Stardust hanno sconfitto Curtis Axel e Ryback                                               | Tag team match                                         | 08:16  |
| 6 | Rusev (con Lana) ha sconfitto Big E per KO tecnico                                                    | Single match                                           | 08:19  |
| 7 | Layla ha sconfitto Summer Rae                                                                         | Single match con Fandango come arbitro speciale        | 03:07  |
| 8 | John Cena ha sconfitto Alberto Del Rio, Bray Wyatt, Cesaro, Kane, Randy Orton, Roman Reigns e Sheamus | Ladder match per il WWE World Heavyweight Championship | 26:20  |